# SEA-ME-WE 4

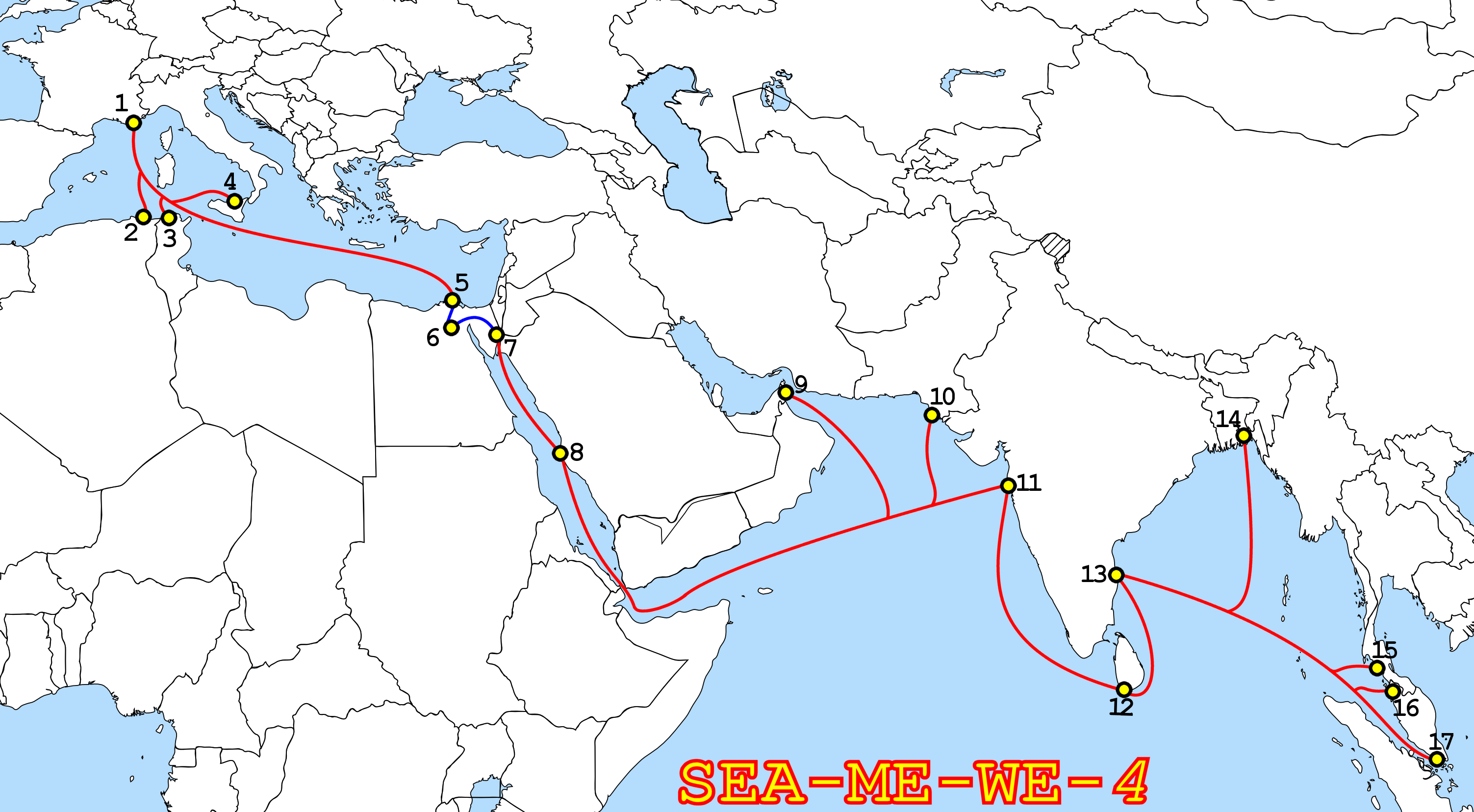
Ruta del cable submarino (en rojo); el trozo en azul es terrestre.

El South East Asia–Middle East–Western Europe 4 (SEA-ME-WE 4) es un cable submarino de fibra óptica que mantiene las telecomunicaciones entre Singapur, Malasia, Tailandia, Bangladés, India, Sri Lanka, Pakistán, Emiratos Árabes Unidos, Arabia Saudí, Egipto, Italia, Túnez, Argelia y Francia.

## Características
El cable mide entre 18 800 y 20 000 kilómetros de largo, y es el principal backbone entre el sureste asiático, el subcontinente indio, el medio oriente y Europa.

## Historia
El sistema de cableado SEA-ME-WE 4 fue desarrollado por un consorcio de 16 compañías de telecomunicaciones que acordaron llevar a cabo el proyecto el 27 de marzo de 2004. La construcción del sistema corrió a cargo de Alcatel Submarine Networks (ahora Alcatel-Lucent Submarine Networks, una división de Alcatel-Lucent) y Fujitsu. La obra fue completada el 13 de diciembre de 2005, y supuso un coste de alrededor de 500 millones de dólares. El segmento 1, que tiene 8000 kilómetros y va de Singapur a la India, fue realizado por Fujitsu, que también proporcionó el equipamiento del repetidor submarino para el Segmento 4.

### Rotura del SEA-ME-WE 4
El 30 de enero de 2008, el abastecimiento de Internet en Medio Oriente y el subcontinente indio se vio ampliamente interrumpido después de que los cables SEA-ME-WE 4 y FLAG Telecom en el Mar Mediterráneo resultaran dañados. Se advirtieron interrupciones en el 70 por ciento de Egipto, y el 60 por ciento en India junto con problemas en Baréin, Bangladés, Kuwait, Pakistán, Catar, Arabia Saudí y Emiratos Árabes Unidos.